# Sauce à la pauvre homme
 (février 2010).
Une sauce à la pauvre homme est une sauce froide, faite avec de l'eau, du sel et de la ciboule.
Nom donné à divers apprêts de viande de desserte servis avec une sauce faite d'un roux (primitivement à base de chapelure blonde), déglacée au vinaigre, réduit et mouillé de bouillon de bœuf dégraissé, auquel on ajoute échalotes ou oignons hachés et persil ciselé, dont la première mention figure en 1739 dans Les Dons de Comus de François Marin, maître d'hôtel du maréchal de Soubise.
Elle a traversé les âges. Le « pauvre homme » romain, selon Horace, la confectionnait avec de l'huile d'olive, du gros vin et de la saumure, au fond d'un vieux pot. C'était très rustique. Au XVIIIe siècle, on faisait cuire hachés ensemble échalotes et persil, avec des épices et une cuillerée de vinaigre. On y joignait alors les restes d'un rôti réchauffé.
« C’est de l’échalote, de la rocambole, ou de la ciboule hachée bien menuë avec du sel, du poivre blanc, du bon vinaigre & pour manger quelque poulet rôti & froid, quelque aile de chapon, ou d’autre oiseau qui est rôtie et & froide. » (« Il faut faire une sausse au pauvre homme pour manger cette perdrix qui est restée de nôtre soupé d’hier. »)